# Begonia preussii
Begonia preussii là một loài thực vật thuộc họ Begoniaceae. Loài này có ở Cameroon, Guinea Xích Đạo, và Nigeria. Môi trường sống tự nhiên của chúng là rừng ẩm vùng đất thấp nhiệt đới hoặc cận nhiệt đới. Chúng hiện đang bị đe dọa vì mất môi trường sống.